# Michael Whatley
Michael Whatley (* 1969) je americký právník a politik ze Severní Karolíny, který od 8. března 2024 působí jako předseda Republikánského národního výboru. Před zvolením do této funkce působil pět let ve funkci předsedy severokarolínské buňky republikánské strany, během posledního roku v této pozici se pak již účastnil také dění v celonárodním výboru z titulu hlavního právního poradce národního výboru.

## Raný život
Whatley pochází z okresu Watauga v Severní Karolíně. Získal bakalářský titul v oboru historie na North Carolina University v Charlotte a následně navázal magisterským studiem náboženství na Wake Forest University. V roce 1997 získal se ziskem titulu JD stal doktorem práv a rovněž získal svůj již druhý titul magistra teologie a to na University of Notre Dame.
Politická kariéra celoživotního Republikána Michaela Whatleyho započala v roce 1984, když se během studií druhého ročníku střední školy podílel jakožto dobrovolník na úspěšné kampani za znovuzvolení senátora Jesse Helmse.

## Kariéra
V roce 2000 byl Whatley členem týmu George W. Bushe, který dokázal zastavit dle Nejvyššího soudu USA neoprávněný přepočet hlasů ve třech obvodech Floridy, v níž Bush vyhrál o pouhých 537 hlasů. Díky potvrzení zisku floridských volitelů a zastavení snah o kontrolu hlasů získal Bush 271 z 538 volitelů a ovládl Bílý dům.
Po Bushově inauguraci přešel Whatley na úřednický post na Ministerstvu energetiky Spojených států amerických. Zde nicméně vydržel pouze necelé dva roky, na počátku roku 2003 se stal vedoucím kanceláře Elizabeth Doleové, čerstvě zvolené senátorky za Severní Karolínu. V roce 2008 se přesunul do soukromé sféry, stal se totiž výkonným viceprezidentem neziskové organizace Consumer Energy Alliance bojující proti regulacím neobnovitelných zdrojů energie, především pak podporující petrochemický průmysl. Ve vedení této organizace působil až do 2019, v téže době byl také byl partnerem v lobbistické firmy HBW Resources.
V červnu 2019 vybrala Republikánská strana Severní Karolíny Whatleyho, aby nahradil dosavadního předsedu Robina Hayese, který byl obviněn a později odsouzen (a prezidentem Donaldem Trumpem omilostněn) v lokální kauze úplatků a s tím spojených křivých obvinění.
Z hlediska USA jako celku se Michael Whatley zapsal nejvýrazněji silnou podporou úsilí prezidenta Donalda Trumpa zvrátit výsledek prezidentských voleb v roce 2020, včetně účasti na telefonickém hovoru z prosince 2020, v němž Trump naléhal na státního tajemníka Georgie Brada Raffenspergera, aby „našel“ hlasy, které potřebuje k výhře ve státě.
Po útoku na Kapitol Spojených států 6. ledna 2021 Whatley odmítl vinění Trumpa s tím, že odpovědnost nesou pouze ti, kteří se nepokojů přímo účastnili. O měsíc později řekl, že „určitě jsme viděli důkazy o nesrovnalostech při hlasování, o nesrovnalostech při sčítání voleb na řadě míst po celé zemi“ a že důvodem, proč Trump vyhrál Severní Karolínu, byla ostražitost jeho tamní stranické buňky vůči pokusům demokratů o podvod. Taktéž v únoru 2021 severokarolínská stranická buňka jednomyslně vyjádřila nedůvěru senátoru republikánskému senátoru Richardu Burrovi za to, že hlasoval pro odsouzení prezidenta Trumpa během jeho druhého impeachmentu.
Republikánský národní výbor (RNC) jmenoval Whatleyho v únoru 2023 jako svého hlavního právního poradce. O rok později vyjádřil Donald Trump podporu návrhu, aby Whatley, nahradil dosavadní předsedkyni výboru Ronnu McDanielovou. 8. března 2024 byl Whatley zvolen novým předsedou RNC, jeho místopředsedkyní byla zvolena snacha exprezidenta Trumpa Lara Trumpová. Podle plánu organizace stranické buňky v Severní Karolíně z roku 2022 ho ve funkci předsedy tamní buňky dočasně do zvolení nového vedení nahradila její dosavadní místopředsedkyně Susan Millsová.